# أطلانتونان (أزتيك)
أطلانتونان (بالإنجليزية: Atlantonan)‏ إلهة في أساطير الشعب الأزتيکي (بالمكسيك). وظيفتها: مساعدة المجذومين والمقعدين والمشوهين.